# Melomys
Melomys is een geslacht van knaagdieren uit de muizen en ratten van de Oude Wereld dat voorkomt van de Talaud-eilanden en Timor tot Nieuw-Guinea, de noordelijke Salomonseilanden en Noord- en Oost-Australië. De Nieuw-Guinese geslachten Mammelomys, Protochromys en Paramelomys zijn pas in 1996 van Melomys gesplitst. Vroeger werden ook leden van geslachten als Pogonomelomys, Abeomelomys en Coccymys wel in Melomys geplaatst. Op een aantal eilanden zijn soorten van Melomys de enige inheemse knaagdieren. Melomys is het nauwste verwant aan Uromys, Paramelomys en Protochromys, waarmee het de "Uromys Division" vormt.
Soorten van Melomys hebben (in Nieuw-Guinea): opgerichte staartschubben; korte haren op de schubben; één of drie haren per schub; brede voeten; een relatief lange eerste vinger aan de achtervoet; 0+2=4 mammae en een grote derde bovenkies (M3).
Er zijn zo'n twintig soorten:
- Melomys aerosus (Ceram)
- Melomys arcium (Rossel)
- Melomys bannisteri (Kai-eilanden)
- Melomys bougainville (Buka, Bougainville en Choiseul in oostelijk Papoea-Nieuw-Guinea en de noordelijke Salomonseilanden)
- Melomys burtoni (Noord- en Oost-Australië; zuidelijk Nieuw-Guinea)
- Melomys capensis (Kaap York-schiereiland in Noordoost-Australië)
- Melomys caurinus (Talaud-eilanden)
- Melomys cervinipes (oostkust van Australië)
- Melomys cooperae (Yamdena)
- Melomys dollmani (bergen van Papoea-Nieuw-Guinea)
- Melomys fraterculus (Ceram)
- Melomys frigicola (Snow Mountains)
- Melomys fulgens (Ceram)
- Melomys howi (Riama)
- Melomys leucogaster (Nieuw-Guinea)
- Melomys lutillus (Nieuw-Guinea en eilanden ten zuidoosten daarvan)
- Melomys matambuai (Manus)
- Melomys obiensis (Obi en Bisa)
- Melomys paveli (Ceram)
- Melomys rubicola – Bramble Cay-mozaïekstaartrat (Bramble Cay)
- Melomys rufescens (Nieuw-Guinea en nabijgelegen eilanden)
- Melomys spechti (fossiel; Buka)
- Melomys talaudium (Talaud-eilanden)